# Green Zone
Green Zone is een oorlogsfilm uit 2010 van regisseur Paul Greengrass. Hoofdrolspeler Matt Damon werkte eerder samen met Greengrass aan The Bourne Supremacy (2004) en The Bourne Ultimatum (2007). Green Zone is gebaseerd op het boek Imperial Life in the Emerald City van Rajiv Chandrasekaran.

## Verhaal
Een team Amerikaanse soldaten onder leiding van Sergeant Majoor Roy Miller (Matt Damon) krijgt orders om op verschillende locaties in Irak de geheime productie van massavernietigingswapens bloot te leggen. Hij belandt met zijn mannen niettemin keer op keer op accommodaties waar geen enkel spoor hiervan te vinden is. Miller meldt daarom tijdens een vergadering dat de informatie die hem wordt gegeven onbetrouwbaar is en dat hij zijn vraagtekens zet bij de bron hiervan. Zijn meerderen willen hier niets van weten en maken hem duidelijk dat hij te doen heeft wat hem opgedragen wordt.
Miller wordt vervolgens in het geheim benaderd door CIA-agent Martin Brown (Brendan Gleeson). Die vertelt hem dat hij op de volgende locatie waar hij zal worden heengestuurd, ook niets zal vinden. Door het lezen van de artikelen van buitenlandcorrespondente Lawrie Dayne (Amy Ryan) komt hij erachter dat de anonieme bron naar de codenaam Magellan luistert, maar niemand schijnt te weten wie er achter die naam schuilgaat. Miller begint zich te realiseren dat hij met opzet valse informatie krijgt. Hij probeert er vervolgens achter te komen van wie die afkomstig is en met welk doel.

## Rolverdeling
- Matt Damon - Roy Miller
- Greg Kinnear - Clark Poundstone
- Amy Ryan - Lawrie Dayne
- Jason Isaacs - Maj. Briggs
- Brendan Gleeson - Hoofd van de afdeling Baghdad van de CIA

## Productie
In januari 2007 kondigde regisseur Paul Greengrass aan dat hij het boek Imperial Life in the Emerald City: Inside Iraq's Green Zone zou verfilmen. Het boek was van Rajiv Chandrasekaran, een journalist van The Washington Post. Greengrass begon in eerste instantie zelf aan het scenario en riep daarbij de hulp in van Kate Solomon en Michael Bronner, met wie hij eerder had samengewerkt aan United 93. Scenarist Tom Stoppard werd vervolgens gevraagd om alle tekst en gegevens in een vlot scenario te gieten, maar Stoppard had het te druk en werd daarom vervangen door Brian Helgeland.
Greengrass sprak zijn wens uit dat hij Matt Damon, met wie hij eerder ook al had samengewerkt, wilde voor het personage van Roy Miller. In juni 2007 stapte Damon officieel aan boord van het project. In januari 2008 werden de overige acteurs voorgesteld. Toen Greengrass gevraagd werd of het niet te vroeg was om zo'n hedendaags verhaal te verfilmen, zei hij dat "het nooit te vroeg is om levensbelangrijke zaken te verfilmen".
Op 10 januari 2008 gingen in Spanje de opnames van start in Los Alcàzares. Vervolgens trok de filmploeg naar Kenitra in Marokko en ten slotte naar het Verenigd Koninkrijk.

## Trivia

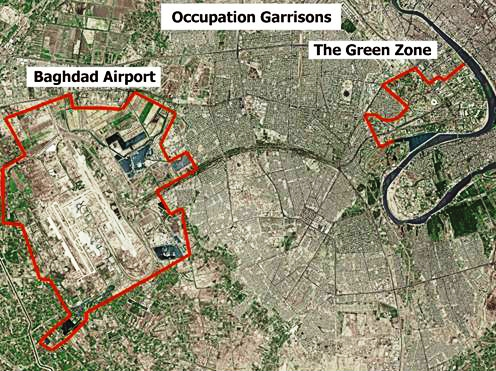
Luchtfoto van de Green Zone.

- De titel van de film verwijst naar de Groene Zone of Internationale Zone. Dit is een gebied van zo'n 10km² in het centrum van Baghdad. Het gebied er rond staat bekend als de Rode Zone en wordt als minder veilig beschouwd. Voor de Irakoorlog van start ging, bevonden zich in de Green Zone enkele paleizen van Saddam Hoessein, enkele ministeries en militaire bases. Na de invasie van de Amerikanen werd een groot deel van de gebouwen vernield, andere gebouwen kwamen leeg te staan. Het gebied wordt hevig bewaakt en is afgezet met prikkeldraad en andere barrières.
- Het boek waar de film op gebaseerd is, won onder meer een National Book Award.